# Вяхяйнен-Сиеминки
Вяхяйнен-Сиеминки — пресноводное озеро на территории Кестеньгского сельского поселения Лоухского района Республики Карелии.

## Общие сведения
Площадь озера — 1,8 км². Располагается на высоте выше 264,9 метров над уровнем моря.
Форма Вяхяйнен-Сиеминки лопастная, дугообразная, продолговатая. Берега изрезанные, каменисто-песчаные, преимущественно возвышенные, местами заболоченные.
Из залива на западной стороне озера вытекает протока, впадающая в озеро Исо-Сиеминки, из которого вытекает река Сиеминкийоки, втекающая с правого берега в реку Кутсайоки, впадающую в реку Тумчу.
В озере расположено не менее семи небольших безымянных островов, рассредоточенных по всей площади водоёма.
Населённые пункты и автодороги вблизи водоёма отсутствуют.
Код объекта в государственном водном реестре — 02020000511102000001205.